# 国际地球自转服务
国际地球自转服务（International Earth Rotation Service，IERS）全称为国际地球自转和参考系統服务（International Earth Rotation and Reference Systems Service），是一家提供全球时间和参考系标准的机构。

## 历史
于1987年由国际天文联合会和国际大地测量学与地球物理学联合会共同创立，取代先前的国际极移服务（IPMS）和国际时间局（BIH）地球自转部分的工作。1988年1月1日正式开始运作。

## 主要任务
- 维持国际天球参考系统（ICRS）和框架（ICRF）
- 维持国际地表参考系统（ITRS）和框架（ITRF）
- 提供地球定向参数（EOP）
- 为当前应用和长期研究提供及时准确的地球自转参数(ERP)

## 运作
IERS 通过分布在全球各地的观测网获得各种观测数据数据，IERS 中心局根据各分析中心的处理结果进行综合分析，得出 ICRF、ITRF 和 EOP 的最终结果，由 IERS 年度报告和技术备忘录向全世界发布。